# Sílvia Montané Bonilla
Sílvia Montané Bonilla (la Granada del Penedès, Alt Penedès, 25 de setembre de 1977) és una atleta catalana especialitzada en curses de fons i camp a través.
Montané es va formar entrenant i competint amb el Club Atletisme Vilafranca, i el 1997 aconseguí el títol de campiona d'Espanya de cros promesa. Anteriorment, el 1995, ja s'havia convertit en campiona de Catalunya de cros júnior, títol que revalidà com a campiona de Catalunya de cros promesa el 1997 i el 1999. En categoria absoluta fou campiona de Catalunya de cros el 1998, de 3.000 metres en pista coberta el 1999, i de 5.000 metres el 2000. Participà cinc vegades en el Mundial de cros en els anys 1994, 1995, 1996, 2004 i 2005; i cinc en el Campionat d'Europa de cros, els anys 2001, 2002, 2003, 2004 i 2005. També ha estat atleta del Futbol Club Barcelona, d'Adidas i del Ría Ferrol gallec.
Millors marques personals
| Disciplina                    | Temps    | Data                 | Lloc                   |
| ----------------------------- | -------- | -------------------- | ---------------------- |
| 1.500 metres en pista coberta | 04:43:23 | 17 de juny de 1998   | Barcelona              |
| 3.000 metres en pista coberta | 09:29:31 | 15 de juny de 2002   | València               |
| 5.000 metres en pista coberta | 16:07:92 | 2 de juny de 2007    | Barcelona              |
| 1.500 metres a l'aire lliure  | 04:34:61 | 20 de gener de 2002  | Vilafranca del Penedès |
| 3.000 metres a l'aire lliure  | 09:33:65 | 21 de febrer de 1999 | Sevilla                |